# Physalis missouriensis
Physalis missouriensis är en potatisväxtart som beskrevs av Mackenzie och Bush. Physalis missouriensis ingår i släktet lyktörter, och familjen potatisväxter. Inga underarter finns listade i Catalogue of Life.